# فجور
الفجور هو مصطلح في اللغة العربية والإسلام يشير إلى مجموعة من الصفات والأفعال الذميمة التي تنم عن انحراف عن القيم الدينية والأخلاقية. يعتبر الفجور من الأخلاق الرديئة التي تسبب مفاسد للفرد والمجتمع.

## التعريف
عرف الجاحظ الفجور بأنه: "الانهماك في الشهوات، والاستكثار منها، والتوفر على اللذات، والإدمان عليها، وارتكاب الفواحش، والمجاهرة بها، وبالجملة السرف في جميع الشهوات." ويرى الجاحظ أن هذا الخلق مذموم للغاية، إذ "يهدم الجاه ويذهب بماء الوجه ويخرق حجاب الحشمة".

### أصل الكلمة
الفجور مشتق من الفعل "فَجَرَ" الذي يعني في اللغة الفسق والانحراف عن الطريق المستقيم.  أصل المادة اللغوية يدل على التفتح في الشيء، ومنه "انفجر الماء انفجارًا" أي تفتح.  تطور المعنى اللغوي ليشمل الانبعاث والتفتح في المعاصي،  ولهذا سمي الكذب فجورًا، ثم اتسع ليشمل كل مائل عن الحق.

### المعنى اللغوي
في المعنى اللغوي، يدل الفجور على:
- الفسق والانحراف: كما في قولهم "فَجَرَ يَفْجُرُ فُجُورًا، أي: فَسَقَ".
- التوسع والانبعاث في المعاصي:  يشير إلى الانغماس في الذنوب والمعاصي بشكل متوسع ومنفتح.
- شق الستر:  كما ذكر الراغب الأصفهاني أن "الفجور: شق ستر الديانة"، أي خرق حاجز الدين والأخلاق.
- الميل عن الحق:  يشمل كل ميل عن الحق والصواب، كما في قولهم "كل مائل عن الحق فاجرًا".

### المعنى الاصطلاحي
في الاصطلاح، عرف العلماء الفجور بتعاريف متقاربة تدور حول الانحراف عن الشرع والمروءة. فقال الجرجاني: "الفجور هو هيئة حاصلة للنفس بها يباشر أمورًا على خلاف الشرع والمروءة."  وحسب النووي فهو "الميل عن الاستقامة." ووصفه ابن حجر على أن الفاجر " يَحْتَمِل أن يُرِيد به الكافر، ويَحْتَمِل أن يدخل فيه العاصي". وهو أيضاً بمعنى "الانبعاث في المعاصي والتوسع فيها" ، و"الميل عن الحق إلى الباطل." و إلى الانحراف عن الصواب والاتجاه نحو الباطل والفساد، وقيل: "الفُجُور: اسم جامع لكلِّ شرٍّ، أي: الميْل إلى الفساد، والانطلاق إلى المعاصي".

## الفرق بين الفجور وغيره من الصفات الأخرى

### الفرق بين الفجور والفِسْق
(الفِسْق: هو الخروج مِن طاعة الله بكبيرة، والفُجُور: الانبعاث في المعاصي والتَّوسُّع فيها.. فلا يقال لصاحب الصَّغيرة: فاجرٌ.. ثمَّ كَثُر استعمال الفُجُور حتى خُصَّ بالزِّنا واللِّواط وما أشبه ذلك).

## مواضع ذِكْر الفجور في القرآن
قال تعالى: (في سورة الانفطار): ﴿إِنَّ الْأَبْرَارَ لَفِي نَعِيمٍ ۝١٣ وَإِنَّ الْفُجَّارَ لَفِي جَحِيمٍ ۝١٤﴾ [الانفطار:13–14]
(والفجَّار: جمع فاجر، وهو الإِنسان الكثير الفجور، أي: الخروج عن طاعة الله تعالى، أي: إن المؤمنين الصادقين الذين وفوا بما عاهدوا الله عليه، لفى نعيم دائم وهناء مقيم، وإن الفجار الذين نقضوا عهودهم مع الله وفسقوا عن أمره، لفى نار متأججة بعضها فوق بعض، هؤلاء الفجار الذين شَقُّوا عصا الطاعة).
وقال الله (في سورة عبس): ﴿أُولَئِكَ هُمُ الْكَفَرَةُ الْفَجَرَةُ ۝٤٢﴾ [عبس:42]
جاء في تفسير السعدي: ({أُولَئِكَ} الذين بهذا الوصف {هُمُ الْكَفَرَةُ الْفَجَرَةُ} أي: الذين كفروا بنعمة الله وكذبوا بآيات الله، وتجرأوا على محارمه).
وقال سبحانه وجل (في سورة القيامة): ﴿بَلْ يُرِيدُ الْإِنْسَانُ لِيَفْجُرَ أَمَامَهُ ۝٥﴾ [القيامة:5]
((قال ابن عباس: يعني الكافر يكذب بما أمامه من البعث والحساب.
ومما يدل على أن الفجور هو التكذيب ما ذكره القتبي وغيره أن أعرابيًا قصد عمر بن الخطاب  وشكا إليه نقب إبله ودبرها، وسأله أن يحمله على غيرها فلم يحمله؛ فقال الأعرابي: أقسم بالله أبو حفص عمر ما مسَّها من نقب ولا دبر فاغفر له اللهم إن كان فجر -يعني إن كان كذَّبَني فيما ذكرتُ-.
وعن ابن عباس أيضا: يُعجل المعصية ويسوف التوبة. وهذا قول مجاهد والحسن وعكرمة والسدي وسعيد بن جبير؛ يقول: سوف أتوب، سوف أتوب، حتى يأتيه الموت على أشر أحواله. وقيل: أي يعزم على المعصية أبدا وإن كان لا يعيش إلا مدة قليلة.
فالهاء على هذه الأقوال للإنسان، وقيل: الهاء ليوم القيامة. والمعنى بل يريد الإنسان ليكفر بالحق بين يدي يوم القيامة. والفجور أصله الميل عن الحق)).
قال عز وجل (في سورة ص): ﴿أَمْ نَجْعَلُ الَّذِينَ آمَنُوا وَعَمِلُوا الصَّالِحَاتِ كَالْمُفْسِدِينَ فِي الْأَرْضِ أَمْ نَجْعَلُ الْمُتَّقِينَ كَالْفُجَّارِ ۝٢٨﴾ [ص:28]
قال الطَّبري:(((أَمْ نَجْعَلُ الْمُتَّقِينَ)) أي: الذين اتقوا الله بطاعته وراقبوه، فحذروا معاصيه. ((كَالْفُجَّارِ)) يعني: كالكفَّار المنتهكين حُرُمَات الله).
قال عز وجل: ﴿إِنَّكَ إِن تَذَرۡهُمۡ یُضِلُّوا۟ عِبَادَكَ وَلَا یَلِدُوۤا۟ إِلَّا ‌فَاجِرࣰا كَفَّارࣰا﴾ [نوح: 27]
‌فَاجِرًا: مائلا عَن الْحق. وأصل الْفُجُور الْميل، فَقيل للكاذب فَاجر، لِأَنَّهُ مَال عَن الصدْق، وللفاسق فَاجر، لِأَنَّهُ مَال عَن الْحق.

## مواضع ذِكْر الفجور في السُّنة
قال الباجيُّ: (قوله ﷺ لما رأى الجنازة: مستريح ومستراح منه. يريد أنَّ مَن توفي مِن النَّاس على ضربين: ضرب يستريح، وضرب يُسْتَراح منه، فسألوه عن تفسير مراده بذلك، فأخبر أنَّ المستريح: هو العبد المؤمن يصير إلى رحمة الله وما أُعِدَّ له مِن الجنَّة والنِّعمة، ويستريح مِن نصب الدُّنيا وتعبها وأذاها، والمستراح منه هو العبد الفاجر، فإنَّه يستريح منه العباد والبلاد والشَّجر والدَّواب، ويحتمل أن يكون أذاه للعباد بظلمهم، وأذاه للأرض والشَّجر: بغصبها مِن حقِّها وصرفها إلى غير وجهها، وإتعاب الدَّواب بما لا يجوز له مِن ذلك، فهذا مستراح منه).
قال المناويُّ: (عليكم بالصِّدق. أي: الزموه وداوموا عليه. فإنَّه مع البرِّ. يحتمل أنَّ المراد به العبادة. وهما في الجنَّة. أي: الصِّدق مع العبادة يُدْخِلان الجنَّة. وإيَّاكم والكذب. اجتنبوه واحذروا الوقوع فيه. فإنَّه مع الفُجُور. أي: الخروج عن الطَّاعة. وهما في النَّار. يُدْخِلان نار جهنَّم).
قال ابن رجب: (إذا خاصم فجر) يعني بالفجور: أن يَخرج عن الحق عمدا حتى يصيِّرَ الحق باطلا والباطل حقا، وهذا مما يدعو إليه الكذب، كما قال النبي ﷺ: (إياكم والكذب، فإن الكذب يهدي إلى الفجور، وإن الفجور يهدي إلى النار)، وفي الصحيحين عن النبي ﷺ: (إن أبغض الرجال إلى الله الألد الخصم)، فإذا كان الرجل ذا قدرة عند الخصومة –سواء كانت خصومته في الدين أو في الدنيا– على أن ينتصر للباطل، ويخيل للسامع أنه حق، ويوهن الحق، ويخرجه في صورة الباطل، كان ذلك من أقبح المحرمات، وأخبث خصال النفاق، وفي سنن أبي داود عن ابن عمر عن النبي ﷺ قال: (من خاصم في باطل وهو يعلمه لم يزل في سخط الله حتى ينزع) وفي رواية له أيضا: (ومن أعان على خصومة بظلم فقد باء بغضب من الله).

### ذِكْر الفجور في كُتب العلماء
- وقال عمر بن الخطاب : (لا تعرضنَّ فيما لا يعنيك، واعتزل عدوَّك، واحتفظ مِن خليلك إلَّا الأمين، فإنَّ الأمين مِن القوم لا يعدله شيء، ولا تصحب الفاجر يعلِّمك مِن فجوره، ولا تفش إليه سرَّك، واستشر في دينك الذين يخشون الله عزَّ وجلَّ).[18]
- قال الحسن بن علي : (أكيس الكيس التُّقَى، وأحمق الحمق الفُجُور).[19]
- وقال علي : (الحِرفة مع العفَّة خير مِن الغِنَى مع الفُجُور).[20]
- وعن ابن مسعود موقوفًا: (إنَّ المؤمن يرى ذنوبه كأنَّه قاعدٌ تحت جبلٍ، يخاف أن يقع عليه، وإنَّ الفاجر يرى ذنوبه كذباب مَرَّ على أنفه، فقال به هكذا- أي بيده- فذبَّه عنه).[21]
- وعن سفيان قال: (كان يُقال: تعوَّذوا بالله مِن فتنة العابد الجاهل، وفتنة العالم الفاجر، فإنَّ فتنتهما فتنة كلِّ مفتون).[22]
- ورُوِي عن الحسين أنَّه قال: (يا بني؛ ليس مع قطيعة الرَّحم نَمَاء، ولا مع الفُجُور غِنًى).[23]
- وقيل للحسن: (الفاجر المُعْلِن بفجوره، ذِكْرِي له بما فيه غيبة؟ قال: لا، ولا كرامة).
- وقال مالك بن دينار: (إنَّ للمؤمن نيَّة في الخير هي أمامه لا يبلغها عمله، وإنَّ للفاجر نيَّة في الشَّرِّ هي أمامه لا يبلغها عمله).[24]
- وقال سفيان الثوري: (إيَّاك والحدَّة والغضب، فإنَّهما يجرَّان إلى الفُجُور، والفُجُور يجرُّ إلى النَّار).[25]

## نتائج وعواقب الفجور
1- خرابٌ للمجتمع لكثرة الأذى فيه:
- قال الحسن البصري: (إنَّ المؤمن أحسن الظَّنَّ بربِّه فأحسن العمل، وإنَّ الفاجر أساء الظَّنَّ بربِّه فأساء العمل، فكيف يكون يحسن الظَّنَّ بربِّه مَن هو شارد عنه، حالٌّ مرتحل في سخطه؟!).[26]

2- انحطاط أخلاق المجتمع:
فالفجور مولد لفجورٍ آخر، والفاجر يسعى في جعل الناس مثله.
- قال علي : (لا تواخ الفاجر؛ فإنَّه يزيِّن لك فعله، ويحبُّ لو أنَّك مثله، ومدخله عليك ومخرجك مِن عنده شَيْنٌ وعار).[27]

3- يُحبط العمل وطريقٌ موصل للنار:
- قال رسول الله ﷺ في الحديث السابق ذكره: ((.. وإنَّ الفُجُور يهدي إلى النَّار..)).[14]

4- من أخبث خصال النفاق:
- قال رسول الله ﷺ، قال: ((أربعٌ مَن كنَّ فيه، كان منافقًا، أو كانت فيه خصلة مِن أربعة، كانت فيه خصلة مِن النِّفاق، حتى يدعها)) وذكر منها: ((وإذا خاصم فجر)).[16]

## أسباب الفجور
1- ضعف الإيمان، وضعف الوازع الديني:
- قال تعالى: ﴿قَالَتِ الْأَعْرَابُ آمَنَّا قُلْ لَمْ تُؤْمِنُوا وَلَكِنْ قُولُوا أَسْلَمْنَا وَلَمَّا يَدْخُلِ الْإِيمَانُ فِي قُلُوبِكُمْ وَإِنْ تُطِيعُوا اللَّهَ وَرَسُولَهُ لَا يَلِتْكُمْ مِنْ أَعْمَالِكُمْ شَيْئًا إِنَّ اللَّهَ غَفُورٌ رَحِيمٌ ۝١٤﴾ - الحجرات -

2- الغضب:
- وقال سفيان الثوري: (إيَّاك والحدَّة والغضب، فإنَّهما يجرَّان إلى الفُجُور، والفُجُور يجرُّ إلى النَّار).[25]

3- الكذب:
- قال رسول الله ﷺ في حديث سبق ذكره: ((... وإيَّاكم والكذب، فإنَّ الكذب يهدي إلى الفُجُور، وإنَّ الفُجُور يهدي إلى النَّار...)).[14]

4- التساهل بالذنوب الصغيرة واستمراؤها وعدم محاسبة النفس عليها، والتوبة منها:
5- الصُّحْبة السيئة:
- قال الله تعالى (في سورة الزخرف): ﴿وَمَنْ يَعْشُ عَنْ ذِكْرِ الرَّحْمَنِ نُقَيِّضْ لَهُ شَيْطَانًا فَهُوَ لَهُ قَرِينٌ ۝٣٦ وَإِنَّهُمْ لَيَصُدُّونَهُمْ عَنِ السَّبِيلِ وَيَحْسَبُونَ أَنَّهُمْ مُهْتَدُونَ ۝٣٧ حَتَّى إِذَا جَاءَنَا قَالَ يَا لَيْتَ بَيْنِي وَبَيْنَكَ بُعْدَ الْمَشْرِقَيْنِ فَبِئْسَ الْقَرِينُ ۝٣٨﴾ [الزخرف:36–38]
- وقال عمر بن الخطاب : (... ولا تصحب الفاجر يعلِّمك مِن فجوره، ولا تفش إليه سرَّك، واستشر في دينك الذين يخشون الله عزَّ وجلَّ).[18]

6- ضعف التربية الإيمانية والأخلاقية:
- قال الله تعالى (في سورة الشمس): ﴿قَدْ أَفْلَحَ مَنْ زَكَّاهَا ۝٩ وَقَدْ خَابَ مَنْ دَسَّاهَا ۝١٠﴾ [الشمس:9–10]

7- غياب الأمر بالمعروف والنهي عن المنكر:
- قال تعالى (في سورة آل عمران): ﴿وَلْتَكُنْ مِنْكُمْ أُمَّةٌ يَدْعُونَ إِلَى الْخَيْرِ وَيَأْمُرُونَ بِالْمَعْرُوفِ وَيَنْهَوْنَ عَنِ الْمُنْكَرِ وَأُولَئِكَ هُمُ الْمُفْلِحُونَ ۝١٠٤﴾ [آل عمران:104]

## حِكَم وأقوال في الفجور
1. كان يقال: (اثنان لا يجتمعان: القُنُوع والحسد، واثنان لا يفترقان أبدًا: الحرص والفُجُور).[29]
2. وقال بعضهم: (خير الدُّنيا والآخرة في خصلتين: التُّقى والغِنى. وشرُّ الدُّنيا والآخرة خصلتين: الفُجُور والفقر).[30]
3. وقال أبان بن تغلب: (سمعت امرأة توصي ابنًا لها وأراد سفرًا، فقالت: أي بني، أوصيك بتقوى الله، فإنَّ قليله أجدى عليك مِن كثير عقلك، وإيَّاك والنَّمائم. فإنَّها تورث الضَّغائن، وتفرِّق بين المحبِّين؛ ومثِّل لنفسك مثال ما تستحسن لغيرك ثمَّ اتَّخذه إمامًا، وما تستقبح مِن غيرك فاجتنبه، وإيَّاك والتَّعرُّض للعيوب فتصير نفسك غرضًا، وخليق ألَّا يلبث الغرض على كثرة السِّهام، وإيَّاك والبخل بمالك، والجود بدينك. فقالت أعرابيَّة معها: أسألك إلَّا زدته يا فلانة في وصيتَّك. قالت: إي والله؛ والغدر أقبح ما يعامل به الإخوان، وكفى بالوفاء جامعًا لما تشتَّت مِن الإخاء، ومَن جمع العلم والسَّخاء فقد استجاد الحُلَّة، والفُجُور أقبح خُلَّة وأبقى عارًا).[31]
4. وقال بعض أهل الأدب: (عشر خصالٍ تزري، ومنها تتفرَّع النَّذالة: الحسب الرَّديء، والخُلُق الدَّنيء، وقلَّة العقل، وسوء الفعل، ودناءة النَّفس، والجبن، والبخل، والفُجُور، والكذب، والغش للنَّاس والوقيعة فيهم).[32]

## الفجور في شعر العرب
- قال زيد بن عمرو بن نفيل :

- وقال الزُّبير بن عبد المطَّلب:[33]

- قال أحمد بن يوسف:[34]